# Peretz Bernstein
Peretz Bernstein (en hebreo: פרץ ברנשטיין‎), (nacido Shlomo Fritz Bernstein; 12 de junio de 1890 - 21 de marzo de 1971) fue un activista sionista y político israelí y uno de los firmantes de la Declaración de Independencia de Israel.

## Biografía
Bernstein nació en Meiningen, Imperio Alemán. Se mudó a los Países Bajos antes de la Primera Guerra Mundial, donde trabajó en el comercio de granos. En 1917, se unió a la Organización Sionista, sirviendo como secretario y miembro de la junta. En 1925, se convirtió en editor en jefe de un semanario sionista, cargo que ocupó hasta 1935, y entre 1930 y 1934 se desempeñó como presidente de la Organización Sionista.
Emigró a Eretz Israel en 1936 y se convirtió en editor del periódico HaBoker. Se unió a la Agencia Judía y se convirtió en miembro de la junta, sirviendo como director de su departamento de economía entre 1946 y 1948.
Bernstein fue una de las personas que firmó Declaración de Independencia de Israel el 14 de mayo de 1948 y fue nombrado Ministro de Comercio e Industria en el gobierno provisional.
Lo eligieron a la primera Knesset en 1949 como miembro de los Sionistas Generales, pero perdió su lugar en el gabinete. Reelegido en 1951, volvió al gabinete como Ministro de Comercio e Industrias en los gobiernos cuarto y quinto. Bernstein también se presentó como candidato en las elecciones presidenciales de la Knesset en 1952, pero se retiró después de la segunda ronda de votación, quedando en un distante segundo lugar después del eventual ganador Yitzhak Ben-Zvi.
Bernstein regresó a la Knesset luego de las elecciones de 1955 y 1959, pero no recuperó su puesto en el gabinete. En 1961, los Sionistas Generales se fusionaron con el Partido Progresista para formar el Partido Liberal y Bernstein fue elegido uno de sus dos presidentes. Fue reelegido a la Knesset más tarde ese año y supervisó la alianza con Herut de Menachem Begin para formar Gahal. En 1963, se postuló nuevamente para presidente, pero perdió por 67–33 ante Zalman Shazar. Bernstein perdió su escaño en las elecciones de 1965 y murió en 1971.